# Half-breed
Half-breed (en català mitja raça) és un terme pejoratiu per a qualsevol persona que és de raça mixta, encara que en general es refereix a les persones que són mig amerindis i mig  europeus o blancs.

## Origen
Métis és un terme francès usat de manera més general per als mestissos, que és referit de manera general a una persona descendent dels dos principals grups ètnics diferents, europeu i africà, europeu i amerindi, o europeu i asiàtic. Abans de 1763, quan Canadà va passar a mans britàniques, la majoria dels comerciants amb els indis del nord d'Amèrica del Nord eren francesos, per tant, els mestissos eren en general mig francesos, sovint referits com a franco. Com de comerç de pells va esdevenir la província de la Companyia del Nord-oest de Montreal, i, més tard, la Companyia de la Badia de Hudson, els mestissos eren més propensos a tenir pares d'origen escocès o de les Orkney. No obstant això, els caçadors van ser sovint encara francocanadencs o mestissos, com ho havien estat durant molt de temps en el negoci. Els seus fills, familiaritzats amb les llengües i cultures de les Primeres Nacions, ràpidament van trobar ocupació en les empreses comercials. Els métis eren tan nombrosos com per a crear algunes comunitats pròpies, com l'assentament del riu Red a Manitoba i Prince Albert a Saskatchewan.

## En cultura popular
- El dolent de la novel·la de Mark Twain, Les aventures de Tom Sawyer, és un home amerindi-euroamericà anomenat "Injun Joe" (Joe l'indi); se'n refereix com a "half-breed", sovint juntament amb un adjectiu despectiu, com "pudent", i té una personalitat violenta i homicida, que s'atribueix a la seva herència.
- Molts personatges de pel·lícules del gènere Western amb sang ameríndia i blanca, a qui sovint se'ls diu "half-breeds" com un insult; alguns personatges són "Keoma" del del film epònim, i "Chato" de Chato l'apatxe (Chato's Land).
- "Half-Breed" és una cançó de Cher i editada com a single en 1973. El 6 d'octubre de 1973 fou el segon número u de Cher's a les llistes dels Estats Units com a artista en solitari, i també fou el seu segon èxit en solidari que arribà al número u al Canadà en la mateixa data.[3]